# Biberach an der Riß
Pour l’article homonyme, voir Biberach.
Biberach an der Riß est une ville (Kreisstadt) allemande dans le Land de Bade-Wurtemberg. Sa population est de 32 282 habitants (2005).

## Géographie
Biberach se situe en Haute-Souabe, entre les deux villes importantes de la région, Ulm au Nord et Friedrichshafen au Sud. Biberach est le chef-lieu du Kreis (Arrondissement) du même nom. L'agriculture prédomine, mais il y a aussi des entreprises importantes : machine-outil : Handtmann, construction des engins pour travaux publics : Liebherr (grues), industrie pharmaceutique : Boehringer-Ingelheim Pharmaceuticals.

## Histoire et civilisation
| Appartenances historiques Duché de Souabe 915-1281 Saint-Empire (Ville libre) 1281-1803 Électorat de Bade 1803–1806 Grand-duché de Bade 1806–1871 Empire allemand 1871–1918 République de Weimar 1918–1933 Reich allemand 1933–1945 Allemagne occupée 1945–1949 Allemagne de l'Ouest 1949–1990 Allemagne 1990–présent |

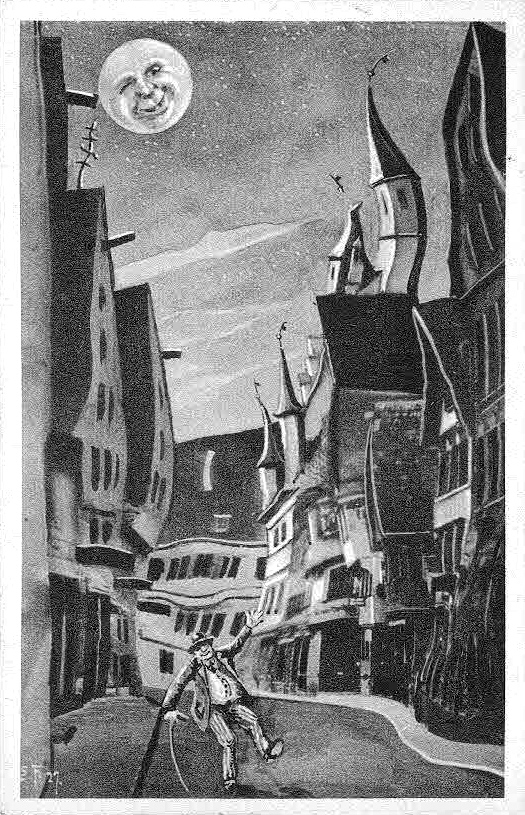
Vue de Biberach an der Riß avec un homme saoul. Carte postale du début du XXe siècle réalisée par Eugen Felle.

Biberach a reçu son statut de ville en 1281. À la fin du Moyen Âge, elle est fameuse pour sa production de sculptures de bois d'art sacré. La ville a connu une longue période d'indépendance. Il faut se rappeler que l'Allemagne, avant la Révolution française et l'essor de l'État Nation, a été composée d'une multiplicité de Villes libres d'Empire (freie Städte), de comtés et de royaumes (Prusse, Bavière, etc).
L'activité commerciale principale de la ville était la tisserie. Tandis que la majorité des habitants de la ville étaient protestante, la campagne était plutôt catholique, sous la domination de l'archevêché d'Autriche. Les deux confessions ont réussi à trouver un compromis quant au partage des fonctions administratives et des infrastructures de la ville, d'ailleurs unique en Allemagne. Protestants et catholiques utilisent la même église et partagent les frais de son utilisation.
Le personnage le plus illustre de Biberach est Christoph Martin Wieland, surnommé le Voltaire allemand.
Le nom Biberach vient du mot Biber qui signifie castor en allemand. Le sigle officiel de la ville est donc cet animal. Biberach est en fait traversé par une rivière où des castors construisent leurs barrages, il est possible de se promener le long des cours d'eau.
Au mois de novembre 1943, l'Institut de physique technique et de Balistique de l'Académie Technique de la Luftwaffe (TAL) de Berlin-Gatow fut transféré à Biberach . Le 23 avril 1945, les troupes d'occupation françaises du Wurtemberg fermèrent l'Institut.

## Personnalités
- Johann Heinrich Schönfeld (1609-1684), peintre ;
- Georg Friedrich Dinglinger (1666-1720), peintre émailleur à Dresde ;
- Lorenz Natter (1705-1763), graveur de pierres précieuses et médailleur ;
- Justinus Heinrich Knecht (1752-1817), compositeur, organiste et théoricien de la musique ;
- Franz Leopold Lafontaine (1756-1812), médecin ;
- Anton Braith (1836-1905), peintre ;
- Hugo Häring (1882-1958), architecte ;
- Romane Holderried Kaesdorf (1922-2007), peintre ;
- Gerhard Lang (1924-2016), botaniste ;
- Ise Schwartz (1942-), artiste ;
- Christian Ried (1979-), pilote automobile ;
- Manuel Neuer (1986-), footballeur (sa famille paternelle est originaire de la commune et de la région) ;
- Steffen Deibler (1987-), champion d'Europe de natation ;
- Markus Deibler (1990-), champion d'Europe de natation ;
- Loris Karius (1993-), footballeur;

## Tourisme
La ville de Biberach propose de nombreuses activités, notamment pour les touristes: 
- Le musée Braith-Mali (de), bâtiment datant du XVIe siècle où l'on peut voir les œuvres d'Anton Braith et Christian Mali mais aussi du célèbre expressionniste Ernst Ludwig Kirchner.
- Le Musée Wieland (de) montre les œuvres ainsi que la vie de l'écrivain Christoph Martin Wieland
- Des Esels Schatten (de) (L'ombre de l'âne) est une sculpture sur la place du marché de Biberach inspirée de l'histoire écrite par Christoph Martin Wieland[7],[8].
- La Weißer Turm[9] (La tour blanche) se situe sur la montagne de Biberach nommée Gigelberg (de).
- Das Biberacher Schutzenfest[10] est la fête de la ville qui a lieu chaque année en juillet, cela consiste en des spectacles tels que des fanfares ou des danses où les habitants se vêtent avec des habits traditionnels.
- Le centre thermal Jordanbad [11] avec sauna, toboggans, piscines extérieures et intérieures.
- Le Lac de Constance, à une heure de route en voiture, à la frontière entre l'Allemagne, l'Autriche et la Suisse.

## Jumelages
- Valence (France) depuis 1967
- Asti (Italie) depuis 1981
- Telavi (Géorgie) depuis 1987
- Świdnica (Pologne) depuis 1990
- Tendring (Angleterre) depuis 1991